# Lingua malese delle Molucche settentrionali
Il malese delle Molucche settentrionali (noto anche come Ternate Malay) è una lingua creola di origine malese parlata a Ternate, Tidore, Halmahera e nelle Isole Sula, Molucche settentrionali per le comunicazioni tra gruppi. Il nome locale della lingua è Bahasa Pasar (ossia lingua del mercato), e viene utilizzato anche il nome Ternate Malay, dal nome del principale gruppo etnico che parla la lingua. Poiché il malese delle Molucche settentrionali è utilizzato principalmente per la comunicazione parlata, non esiste un'ortografia standardizzata.
Una grande percentuale del lessico di questa lingua è stata presa in prestito dal ternateano, come ngana "tu (sg.)", ngoni "tu (pl.)", bifi "formica" e ciri "cadere", e la sua sintassi e semantica hanno ricevuto una forte influenza dalle circostanti lingue di Papua occidentale. Si dice che altre forme vernacolari del malese parlate nell'Indonesia orientale, come Manado Malay e Papuan Malay, derivino da una forma precedente del malese delle Molucche settentrionali.